# كارو باريزيان
كارو باريزيان (بالأرمنية: Կարապետ Փարիզյան؛ مواليد 28 أغسطس 1982) هو مقاتل فنون القتال المختلطة أمريكي.